# Ommatius singhi
Ommatius singhi är en tvåvingeart som beskrevs av Joseph och Parui 1993. Ommatius singhi ingår i släktet Ommatius och familjen rovflugor. Inga underarter finns listade i Catalogue of Life.